# Герб Меденич
Герб Меденич — офіційний символ селища Меденичі Дрогобицького району Львівської області. Затверджений 7 червня 2004 року сесією Меденицької селищної ради. 
Автор проекту — А. Гречило. 

## Опис
У синьому полі три золоті вулики в один ряд, зміщені ліворуч, над ними вгорі дев'ять золотих бджіл у три ряди, середній зсунуто вліво (3:3:3). Щит вписано у золотий декоративний картуш і увінчано срібною міською короною.

## Зміст
Основою для сучасних символів став сюжет з печатки громади з кінця ХVІІІ ст. Вулики і бджоли вказують на назву селища, на поширені тут давніше бджолярські промисли, а також символізують працелюбність і добробут.
Герб є промовистим.